# Rat mal, wer zum Essen kommt
Rat mal, wer zum Essen kommt (Originaltitel: Guess Who’s Coming to Dinner) ist ein US-amerikanisches Filmdrama von Stanley Kramer aus dem Jahr 1967 mit Spencer Tracy, Sidney Poitier, Katharine Hepburn und Katharine Houghton in den Hauptrollen. Hauptthema des Films ist der Rassismus im liberalen, großbürgerlichen Milieu der US-Gesellschaft in den 1960ern. Daneben werden auch der Geschlechter- sowie der Generationenkonflikt aufgezeigt.

## Handlung
San Francisco: Joanna Drayton, eine junge weiße Amerikanerin, bringt ihren Verlobten, den Afroamerikaner Dr. John Prentice, von einer Hawaii-Reise mit und stellt ihn ihren Eltern vor. Wäre John ein Weißer, wäre er der absolute Traumschwiegersohn, nämlich gebildet, bescheiden, höflich und beruflich höchst erfolgreich. Joanna glaubt zunächst, dass es mit ihren Eltern keine Probleme gibt. Die Draytons sind reiche, liberale Eltern und haben ihre Tochter auch so erzogen; Mr. Drayton hat als bekannter Journalist jahrzehntelang für den gesellschaftlichen Fortschritt gekämpft. Aber insbesondere Mr. Drayton ist skeptisch, immer wieder verweist er darauf, dass mit Johns Hautfarbe und dem vorherrschenden Rassismus in den USA große Probleme vorprogrammiert sind. Nach dem anfänglichen Schock beginnt sich Mrs. Drayton für die Ehe zwischen John und ihrer Tochter auszusprechen, was zu Diskussionen zwischen ihr und ihrem Ehemann führt.
Verkompliziert wird die Situation dadurch, dass das junge Paar noch an diesem Abend nach Genf weiterreisen muss und John seine Verlobte nur heiraten will, wenn ihre beiden Elternteile der Beziehung vorbehaltlos gegenüberstehen. Es muss also eine schnelle Entscheidung her. Die Reaktionen im Umfeld der Familie sind gespalten: Tillie, die schwarze Haushaltshilfe der Draytons, unterstellt John, dass er sich gesellschaftlich hochheiraten wolle. Hilary, die leitende Mitarbeiterin von Mrs. Draytons Kunstgalerie, ist neugierig und kann ihr Entsetzen kaum verbergen. Der katholische Geistliche Monsignore Mike Ryan wiederum, ein langjähriger Freund der Familie Drayton, tritt vorbehaltlos für die Beziehung ein und versucht seinen Golfpartner Matt zu überzeugen.
Ein abendliches Dinner soll die Situation klären. Zu diesem treffen auch Johns Eltern aus Los Angeles bei den Draytons zum Dinner ein, und es ergeben sich zahlreiche Dialoge zwischen den verschiedenen Akteuren, in deren Verlauf zahlreiche Argumente und Meinungen pro und contra die Beziehung ausgetauscht werden. Die Mütter der beiden jungen Leute sind eher für die Beziehung, während die Väter eher dagegen sind. Johns Vater, ein Postbote, verweist darauf, dass er durch harte Arbeit seinem Sohn erst die Bildung ermöglicht habe und dieser durch die Heirat seinen Erfolg gefährde, doch John erwidert, dass es sein Leben und nicht das seines Vaters sei. Nach einem längeren Gespräch mit Mrs. Prentice gibt Mr. Drayton in einem längeren Monolog seinen Widerstand auf, wobei er insbesondere auf die Liebe des Paares als das Entscheidende für den Erfolg der Ehe verweist, und erteilt der Verbindung seine Zustimmung. Die Gruppe schreitet zum Abendessen.

## Besonderheiten
Dies ist der letzte Film mit Spencer Tracy. Alle Beteiligten wussten, dass er nur noch wenige Wochen zu leben hatte. Keine Versicherung wollte deswegen das Ausfall-Risiko eines Hauptdarstellers übernehmen. Stanley Kramer und Katharine Hepburn hatten daraufhin Geld als Sicherheit hinterlegt, damit der Film auch mit einem anderen Schauspieler hätte beendet werden können.
Die Tränen von Hepburn während des finalen Monologs von Tracy waren echt. Beide wussten, dass es seine letzten Sätze in einem Film sein würden. Tracy starb 17 Tage später. Hepburn sah sich die endgültige Fassung dieses Films nicht an, weil die Erinnerungen an Tracy zu schmerzhaft seien.

## Kritiken
„Eine Tochter aus gutem Hause präsentiert den schockierten Eltern ihren zukünftigen Verlobten: einen Schwarzen. Gut gemeintes, versöhnliches Rührstück.“

„Stanley Kramers sentimentale, hervorragend gespielte Komödie jongliert gekonnt mit der Rassenproblematik. Hauptdarsteller Spencer Tracy starb kurz nach den Dreharbeiten. Für ihre hervorragende schauspielerische Leistung erhielt Hauptdarstellerin Katharine Hepburn einen Oscar. Ein weiterer ging an Drehbuchautor William Rose. ‚Ein wirklich herrlicher Film‘, jubelte seinerzeit die New York Post nach der Premiere. Ein unerwartetes Echo, denn schließlich befasst sich der Film mit einem seinerzeit heiklen Thema.“

„Eine formal wenig überzeugende, stellenweise ins Sentimentale abgleitende Diskussionskomödie über die Mischehe. Nur dank guter Schauspieler (Spencer Tracy, Sidney Poitier) ansehbar, jedoch kein ernstzunehmender Beitrag zu einem aktuellen Thema der amerikanischen Innenpolitik.“

## Auszeichnungen
Der Film erhielt bei insgesamt zehn Oscarnominierungen zwei Auszeichnungen: Katharine Hepburn als beste Schauspielerin und William Rose für sein Drehbuch. Spencer Tracy wurde postum für seine Rolle nominiert. Für Katharine Hepburn war es ihr zweiter Oscar. Sie sollte bereits ein Jahr später für Der Löwe im Winter ihren dritten Oscar erhalten.
Der Film gewann 1969 den United Nations Award der BAFTA Awards. Das American Film Institute wählte den Film in der 1998 erschienenen Liste der 100 besten Filme aller Zeiten auf Platz 99.
Der Film wurde 2017 in das National Film Registry aufgenommen.

## Synchronisation
| Rolle             | Darsteller         | Synchronsprecher      |
| ----------------- | ------------------ | --------------------- |
| Matt Drayton      | Spencer Tracy      | Klaus W. Krause       |
| John Prentice     | Sidney Poitier     | Michael Chevalier     |
| Christina Drayton | Katharine Hepburn  | Eva Katharina Schultz |
| Joanna Drayton    | Katharine Houghton | Brigitte Grothum      |
| Monsignor Ryan    | Cecil Kellaway     | Robert Klupp          |
| Mr. Prentice      | Roy E. Glenn       | Alexander Welbat      |
| Matilda Binks     | Isabel Sanford     | Anneliese Römer       |
| Hilary St. George | Virginia Christine | Agi Prandhoff         |
| Bote Sam          | Skip Martin        | Uwe Paulsen           |
| Judith            | Grace Gaynor       | Evelyn Gressmann      |